# Architektur in Berlin

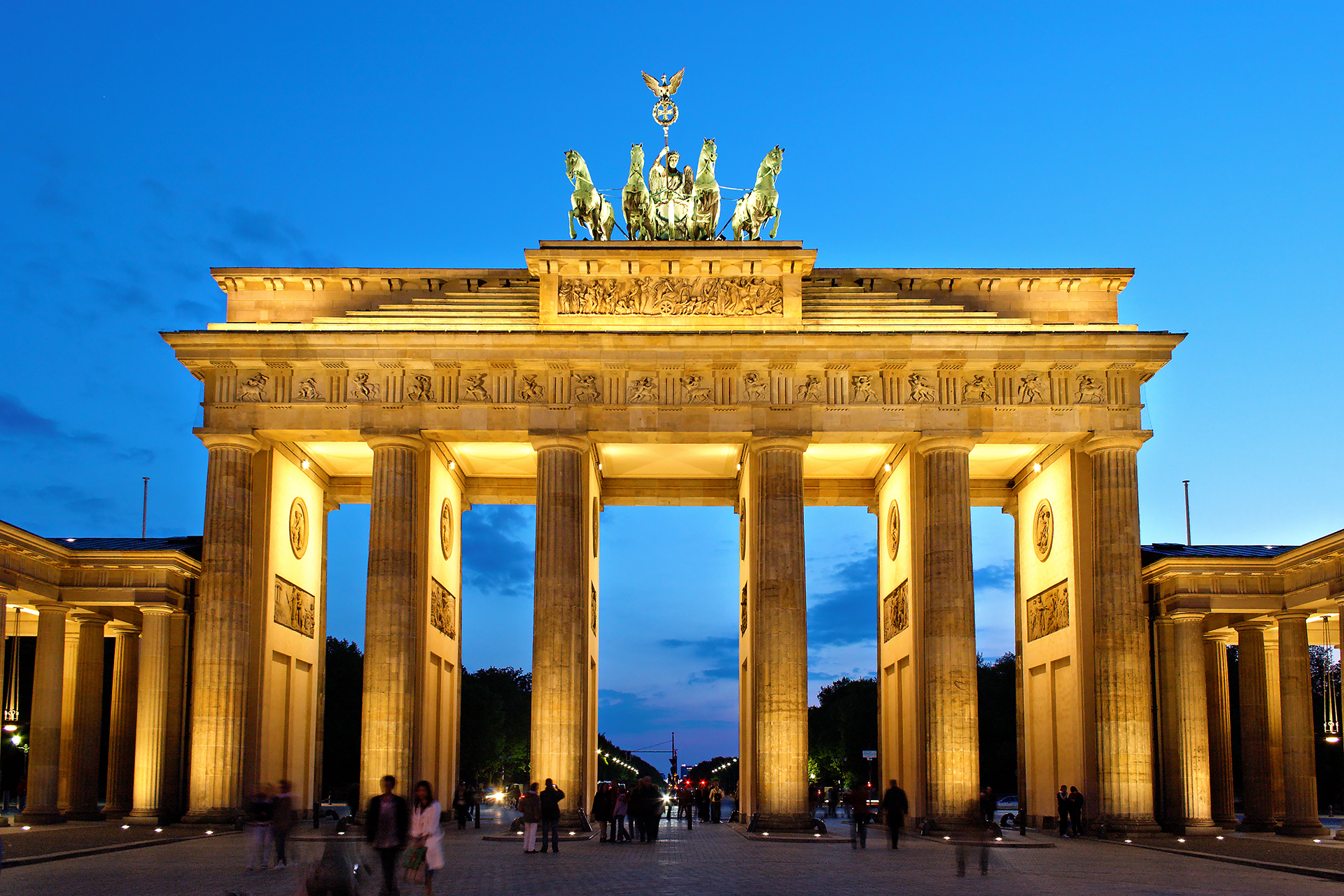
Brandenburger Tor

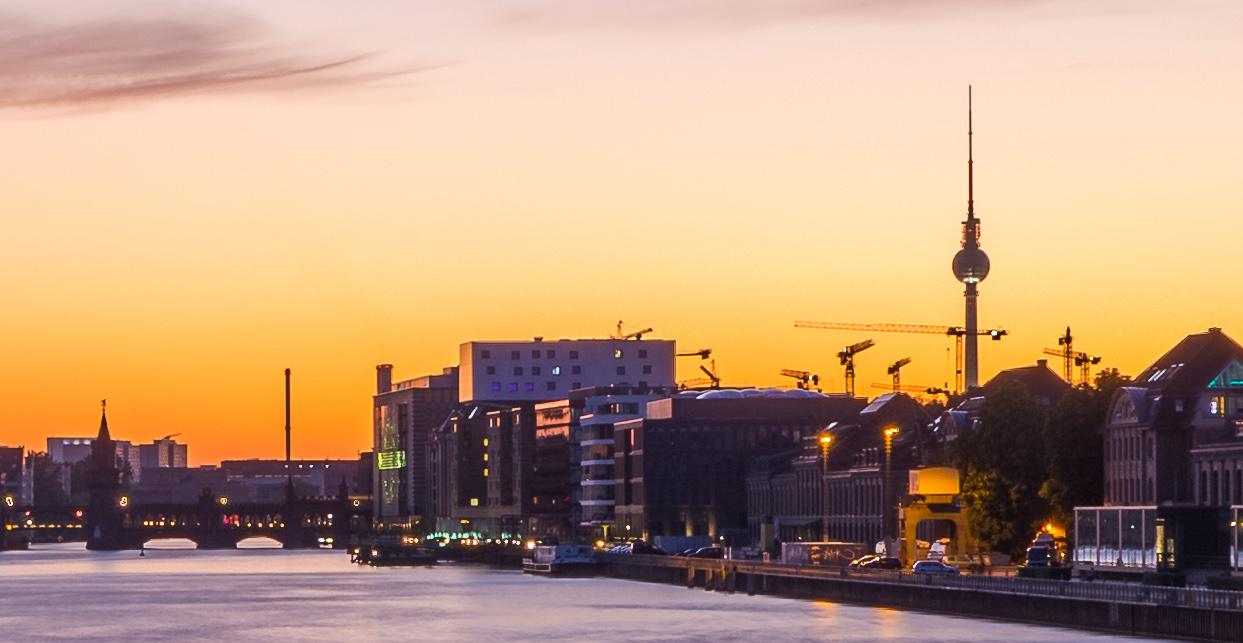
Die Spree im Vordergrund mit dem Berliner Fernsehturm im Hintergrund (2017)

Berlin hat eine vielseitige Baugeschichte. Die Architektur in Berlin entstand aus dem historischen Stadtkern von Berlin, dem Nikolaiviertel, der Schwesterstadt Kölln und den kurfürstlichen Stadtgründungen, wie der Dorotheenstadt oder der Friedrichstadt. 
Die Bildung von Groß-Berlin erfolgte im Jahr 1920 mit der Eingemeindung von bis dahin selbstständigen Städten wie Spandau, Schöneberg, Charlottenburg, Neukölln, Wilmersdorf oder Köpenick.
Die dezentrale Entwicklungsgeschichte hat zur Folge, dass es gegenwärtig in allen Bezirken eine Fülle von einzigartigen Bauwerken gibt. Zu den herausragenden Wahrzeichen der Stadt gehören aus verschiedenen Gründen das Brandenburger Tor, der Bundestag und die in der Stadtlandschaft unübersehbaren Landmarken wie der Berliner Fernsehturm in Mitte sowie der Funkturm in Westend.

## Bauhistorie

### 1945–1990
Auf der internationalen Bauausstellung Interbau im Jahr 1957 präsentierten namhafte Architekten wie Walter Gropius, Le Corbusier und Oscar Niemeyer ihre Entwürfe. Realisiert wurden die Bauvorhaben im Hansaviertel. Die Kongresshalle mit der freitragenden Dachkonstruktion wurde 1957 errichtet.

### 1990-Gegenwart
Die Berliner Architektur und Stadtgestaltung hat nach 1990 trotz erheblicher Neubauaktivitäten weder im nationalen noch internationalen Rahmen Anerkennung gefunden oder Vorbildcharakter entwickelt. Die Metropole gilt als Ort ohne Baukultur.

## Bezirke

Schloss Charlottenburg

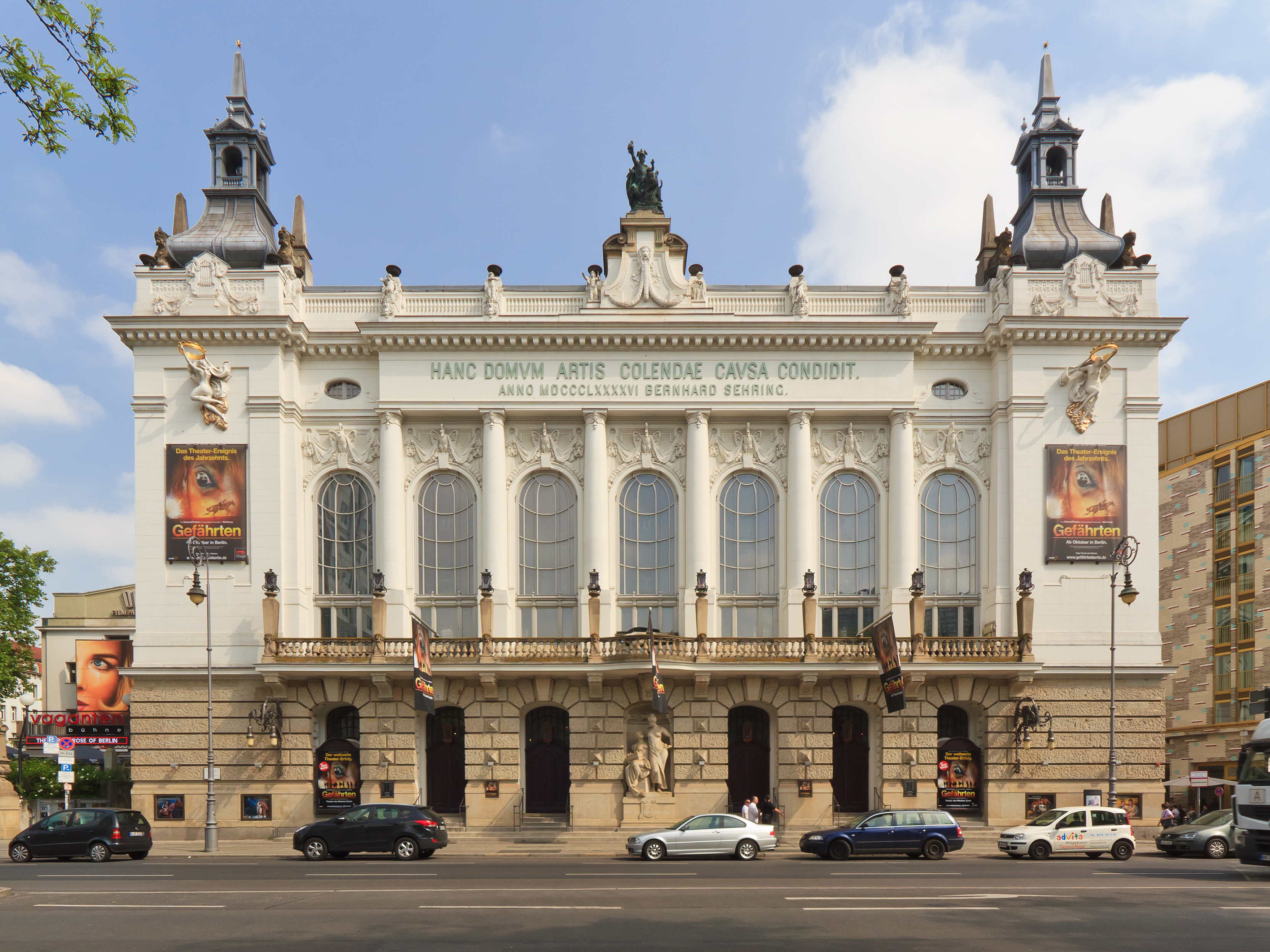
Theater des Westens

### Charlottenburg-Wilmersdorf
- Kurfürstendamm
- Europa-Center
- Kaiser-Wilhelm-Gedächtniskirche
- Kaufhaus des Westens (KaDeWe)
- Kranzler-Eck
- Theater des Westens
- Zoologischer Garten
- Schillertheater
- Deutsche Oper Berlin
- Rathaus Charlottenburg
- Schloss Charlottenburg
- Museum Berggruen
- Messegelände mit Funkturm und dem Internationalen Congress Centrum (ICC)
- Olympiagelände Berlin mit dem Olympiastadion, Glockenturm, Maifeld, Waldbühne und dem Sportforum

### Friedrichshain-Kreuzberg
- Molecule Man
- Oberbaumbrücke
- East Side Gallery

### Mitte
- Moabit
  - Hamburger Bahnhof
  - Hauptbahnhof
- Tiergarten
  - Haus der Kulturen der Welt
  - Siegessäule

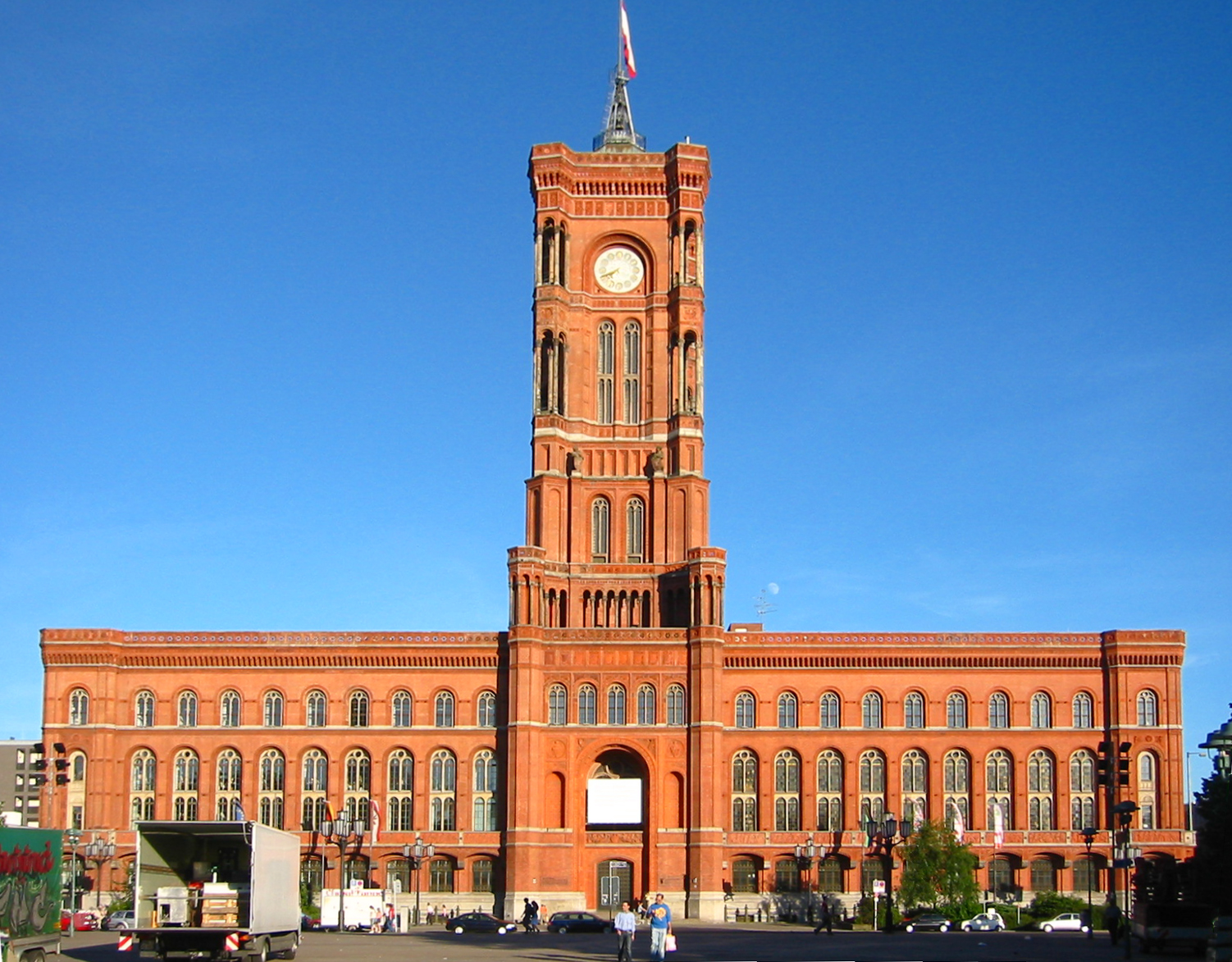
Rotes Rathaus in der historischen Mitte Berlins

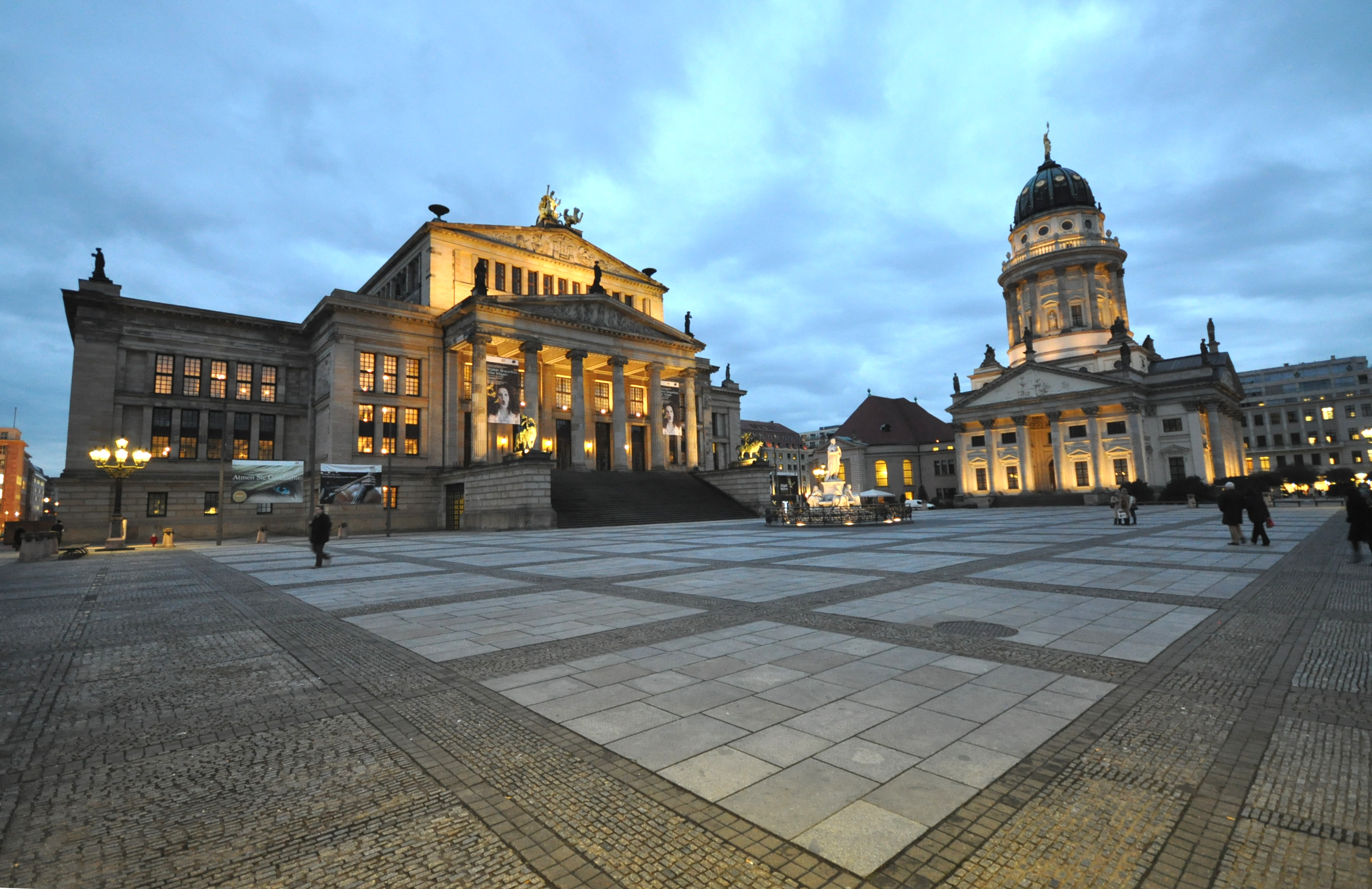
Gendarmenmarkt

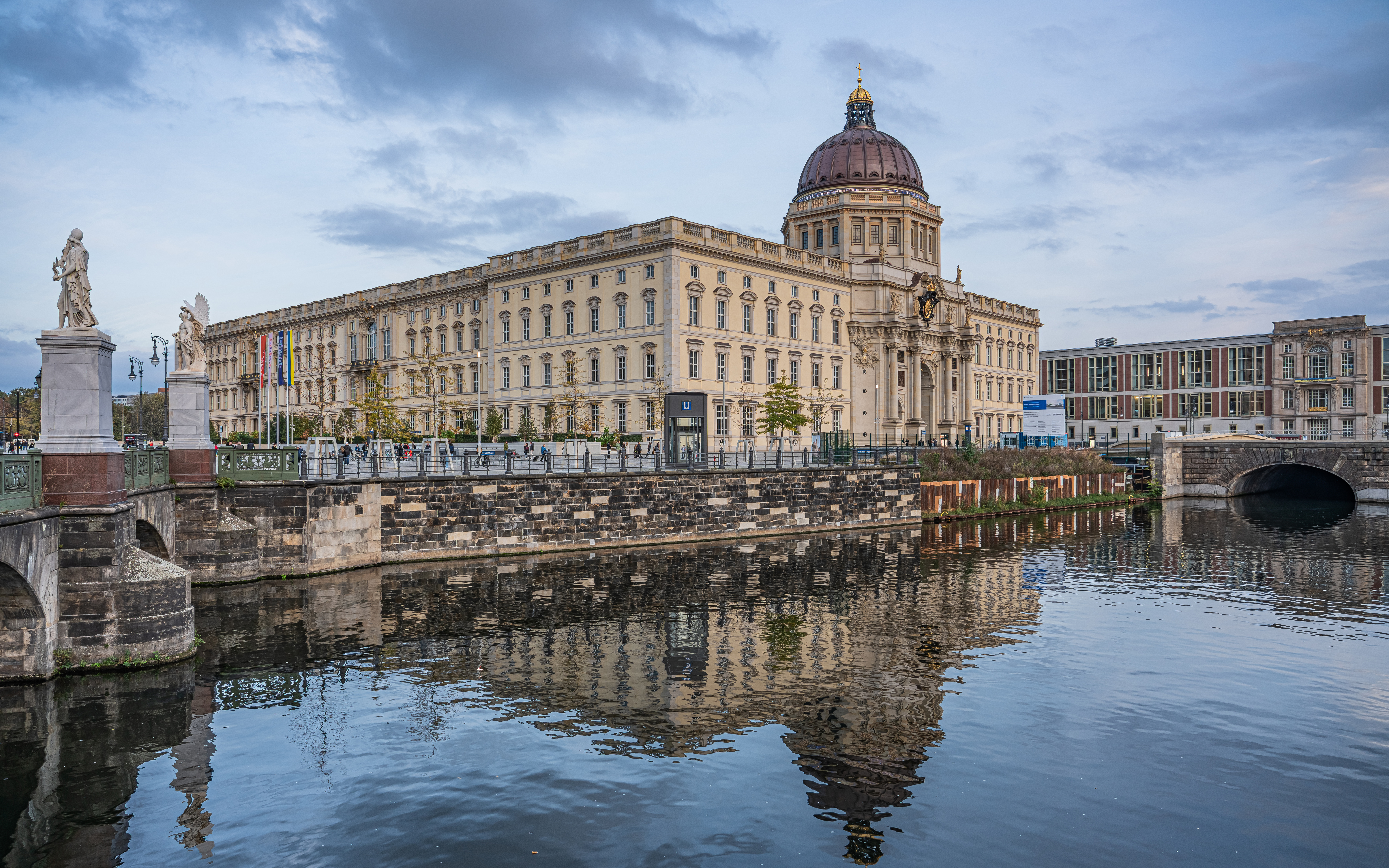
Humboldt Forum

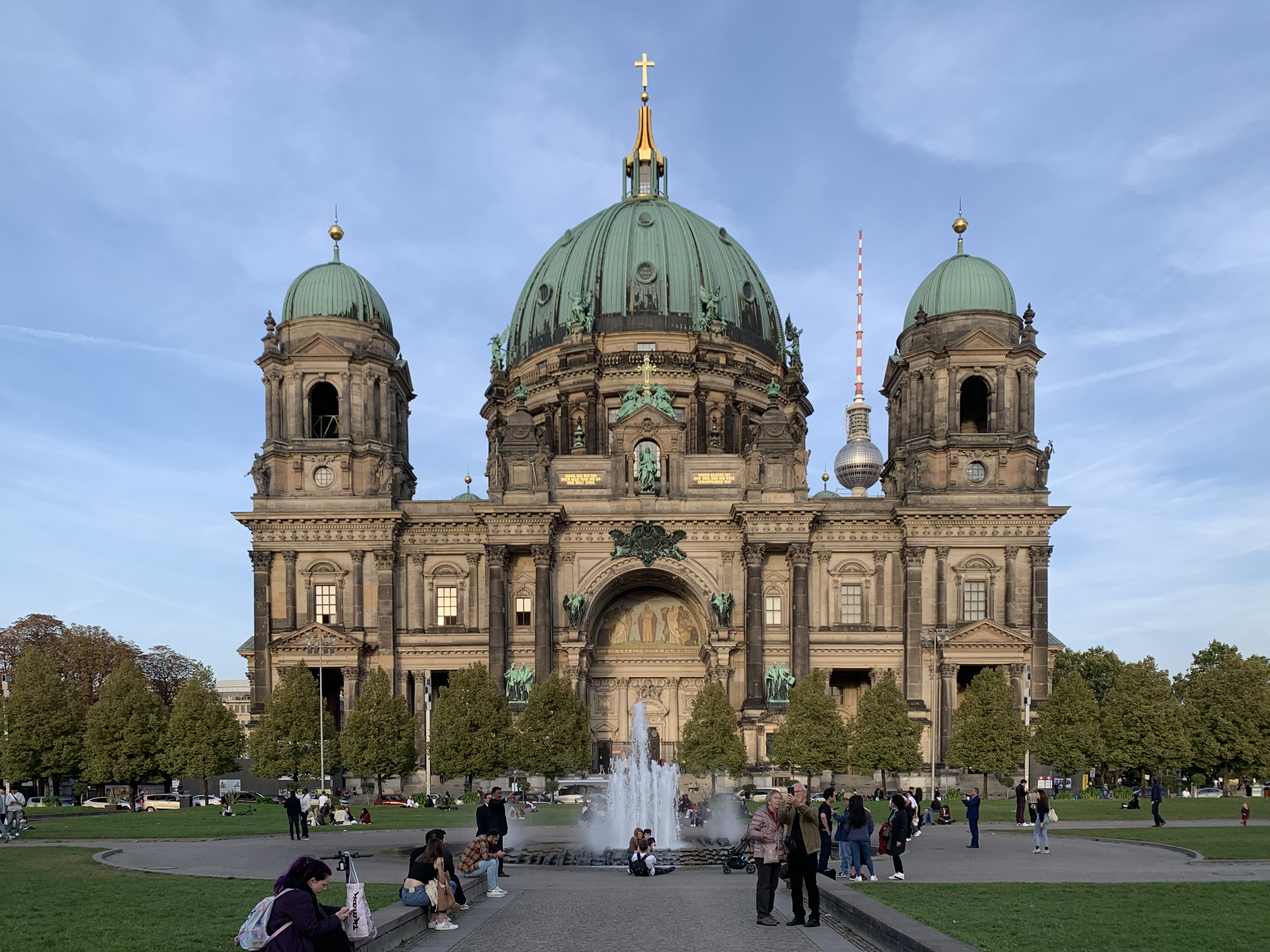
Berliner Dom

  - Schloss Bellevue (Sitz des Bundespräsidenten)

- Museumsinsel
  - Berliner Dom
  - Lustgarten
  - Jungfernbrücke
- Unter den Linden: Prachtstraße mit zahlreichen historischen Gebäuden
  - Neue Wache
  - Sing-Akademie/Maxim-Gorki-Theater
  - Kommandantenhaus, Sitz von Bertelsmann
  - Zeughaus (Deutsches Historisches Museum)
  - Staatsoper Unter den Linden
  - Reiterstandbild Friedrichs des Großen
  - Sankt-Hedwigs-Kathedrale
  - Alte Bibliothek (im Volksmund: „Kommode“)
  - Humboldt-Universität
  - Staatsbibliothek zu Berlin (bis Ende 1991: Deutsche Staatsbibliothek)
  - Berliner Schloss/Humboldt Forum
  - Schloßbrücke
  - Schloßplatz
  - Russische Botschaft
- Brandenburger Tor und Pariser Platz
  - Denkmal für die ermordeten Juden Europas
  - Hotel Adlon
  - Französische Botschaft in Berlin
  - Botschaft der USA
  - Akademie der Künste
- Alexanderplatz und Nikolaiviertel
  - Fernsehturm
  - Weltzeituhr
  - Haus des Lehrers
  - Rotes Rathaus und Neptunbrunnen
  - Marienkirche
  - Nikolaikirche
  - Marx-Engels-Forum
  - Alte Stadtmauer in der Klosterstraße
- Karl-Marx-Allee
- Friedrichstraße, neben dem Kurfürstendamm Berlins größte Shopping-Meile
  - Checkpoint Charlie
  - Friedrichstadt-Palast
- Gendarmenmarkt
  - Konzerthaus (ehemals: Schauspielhaus)
  - Deutscher Dom
  - Französischer Dom
- Spandauer Vorstadt
  - Oranienburger Straße
  - Kunsthaus Tacheles
  - Postfuhramt
  - Neue Synagoge
  - Große Hamburger Straße, mit Altem jüdischen Friedhof
  - Sophienkirche
  - Hackesche Höfe
  - Naturkundemuseum
  - Volksbühne

- Potsdamer Platz

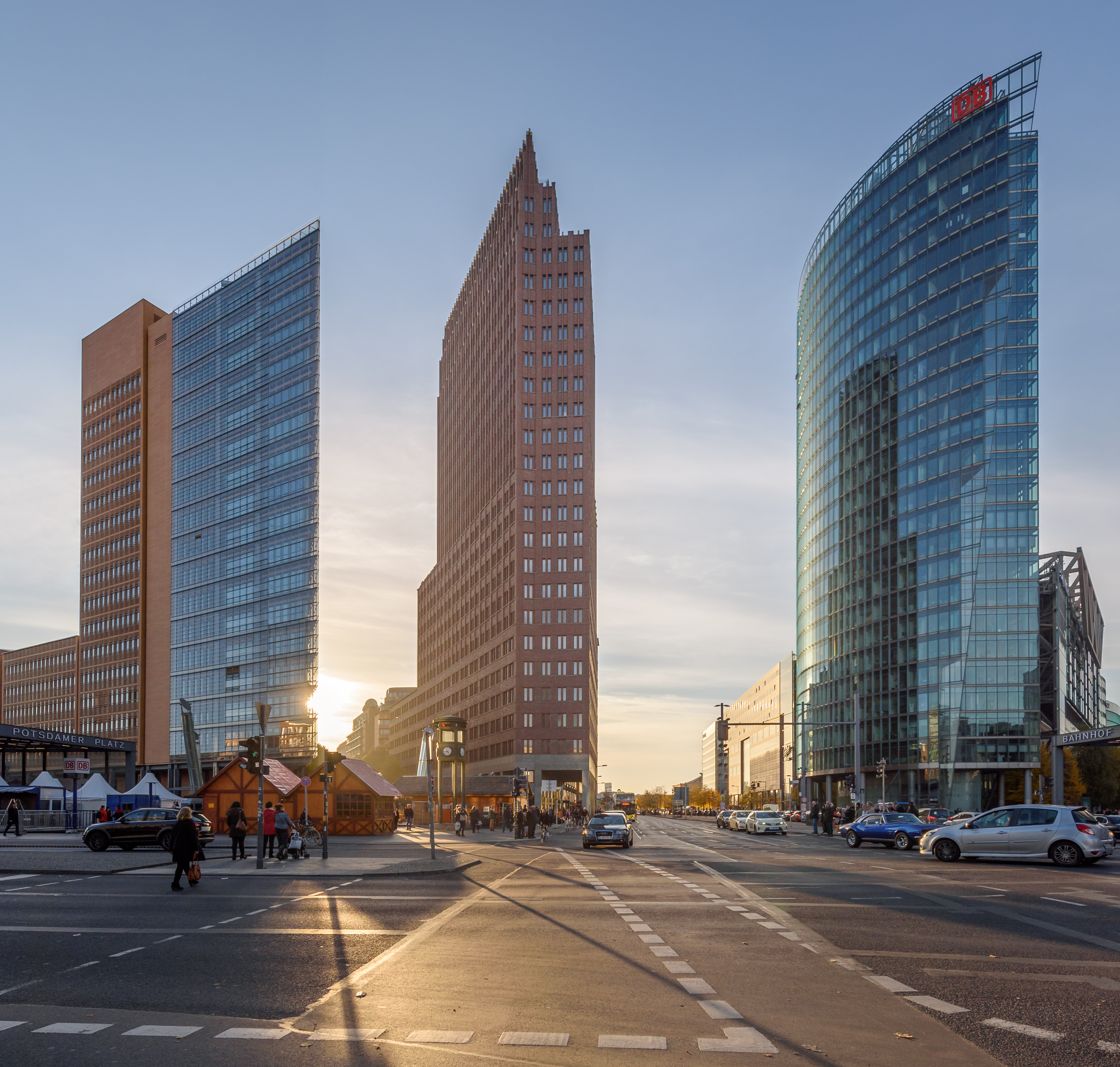
Potsdamer Platz

  - Center am Potsdamer Platz mit dem Film-Museum und dem Kaiser-Saal
  - Atrium Tower mit The Playce, Theater am Potsdamer Platz und der Spielbank Berlin
- Kulturforum
  - Philharmonie und Kammermusiksaal
  - Musikinstrumenten-Museum
  - Neue Nationalgalerie
  - Gemäldegalerie
  - Staatsbibliothek zu Berlin
  - St.-Matthäus-Kirche
- Museum für Kommunikation Berlin
- Tempodrom

- Regierungsviertel

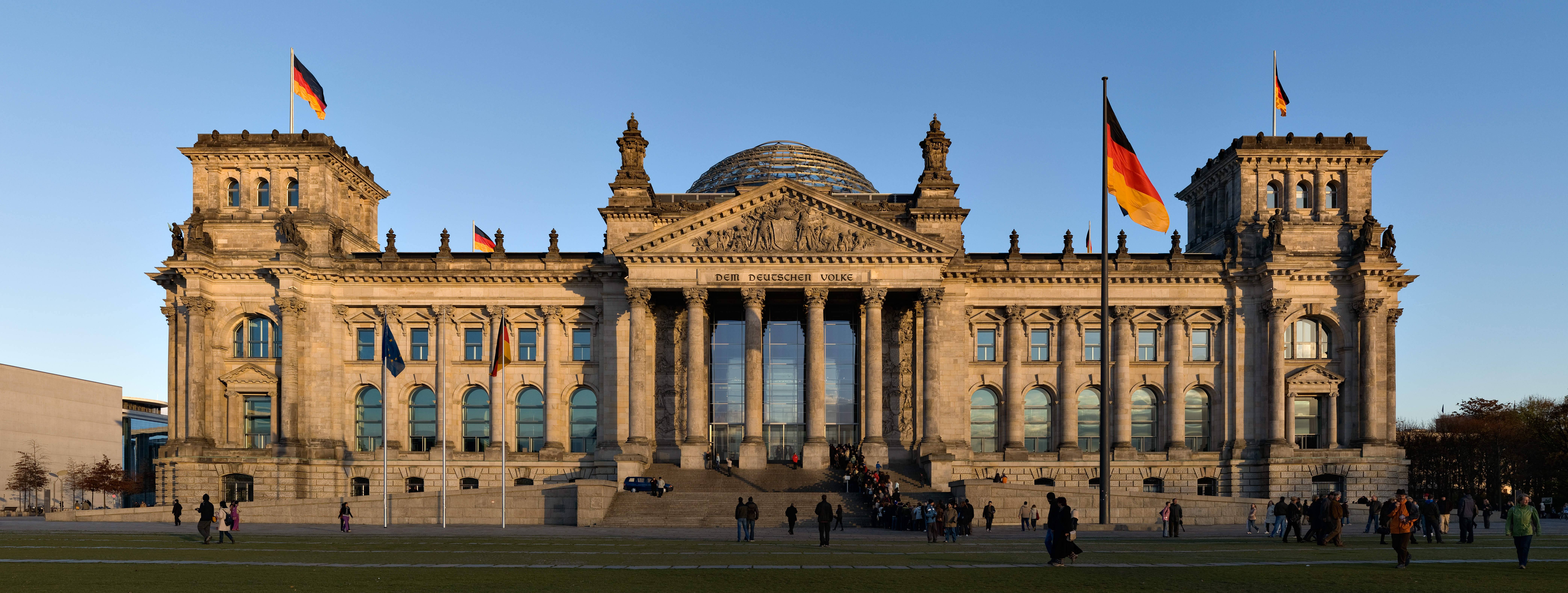
Reichstagsgebäude

  - Reichstagsgebäude (Deutscher Bundestag)
  - Paul-Löbe-Haus
  - Marie-Elisabeth-Lüders-Haus
  - Jakob-Kaiser-Haus
  - Bundeskanzleramt
  - Schweizerische Botschaft
  - Berlin Hauptbahnhof
  - Botschaftsviertel am Tiergarten
    - Nordische Botschaften
    - weitere Botschaften entlang der Tiergartenstraße

### Lichtenberg
- Tierpark und Schloss Friedrichsfelde
- Landschaftspark Herzberge
- Stadtpark Lichtenberg
- Forschungs- und Gedenkstätte Normannenstraße, ehem. Ministerium für Staatssicherheit

### Marzahn-Hellersdorf
- Schloss Biesdorf

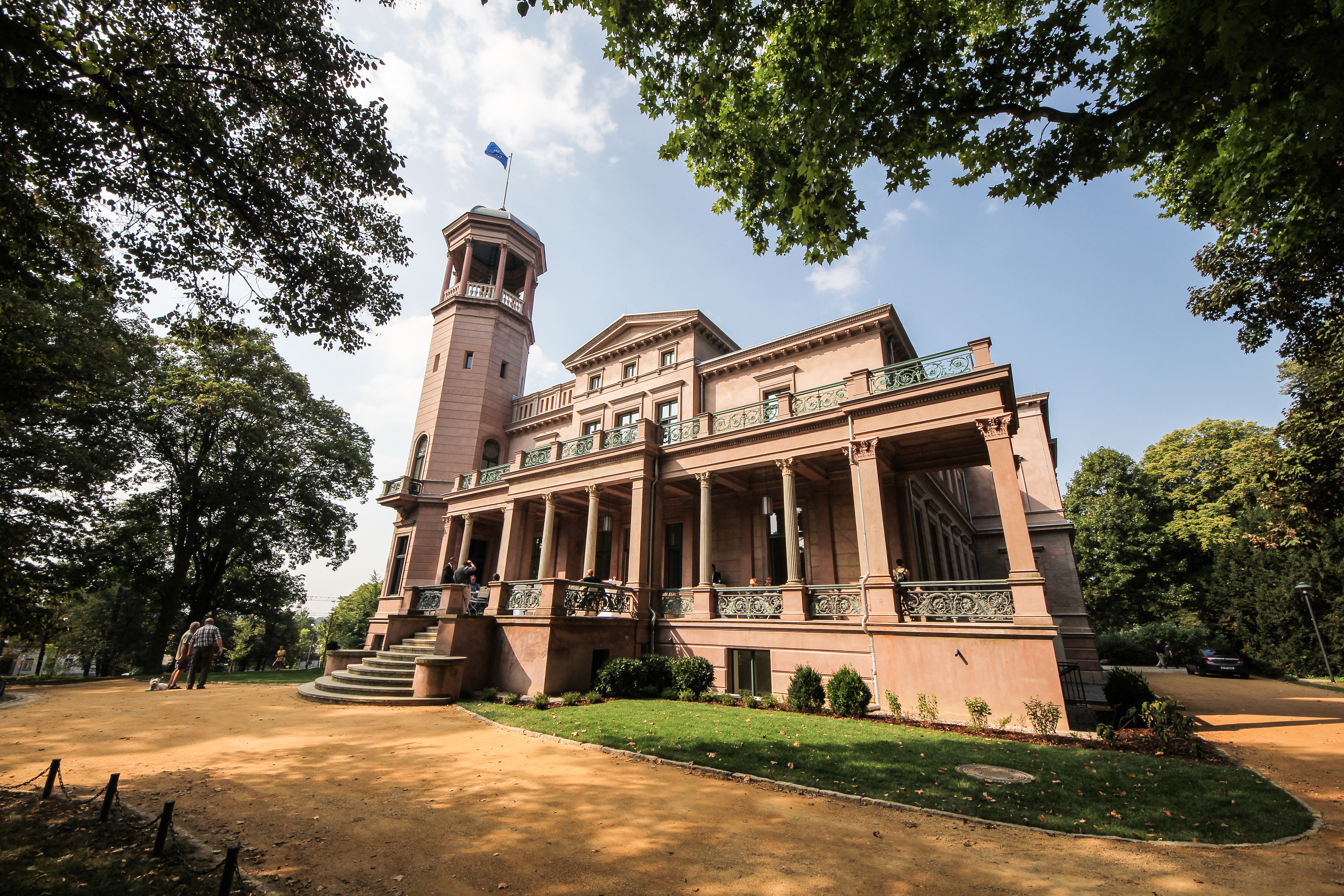
Schloss Biesdorf

- Gründerzeitmuseum im Gutshaus Mahlsdorf
- Dorf Marzahn mit Bockwindmühle
- Kienberg mit den Gärten der Welt

### Neukölln

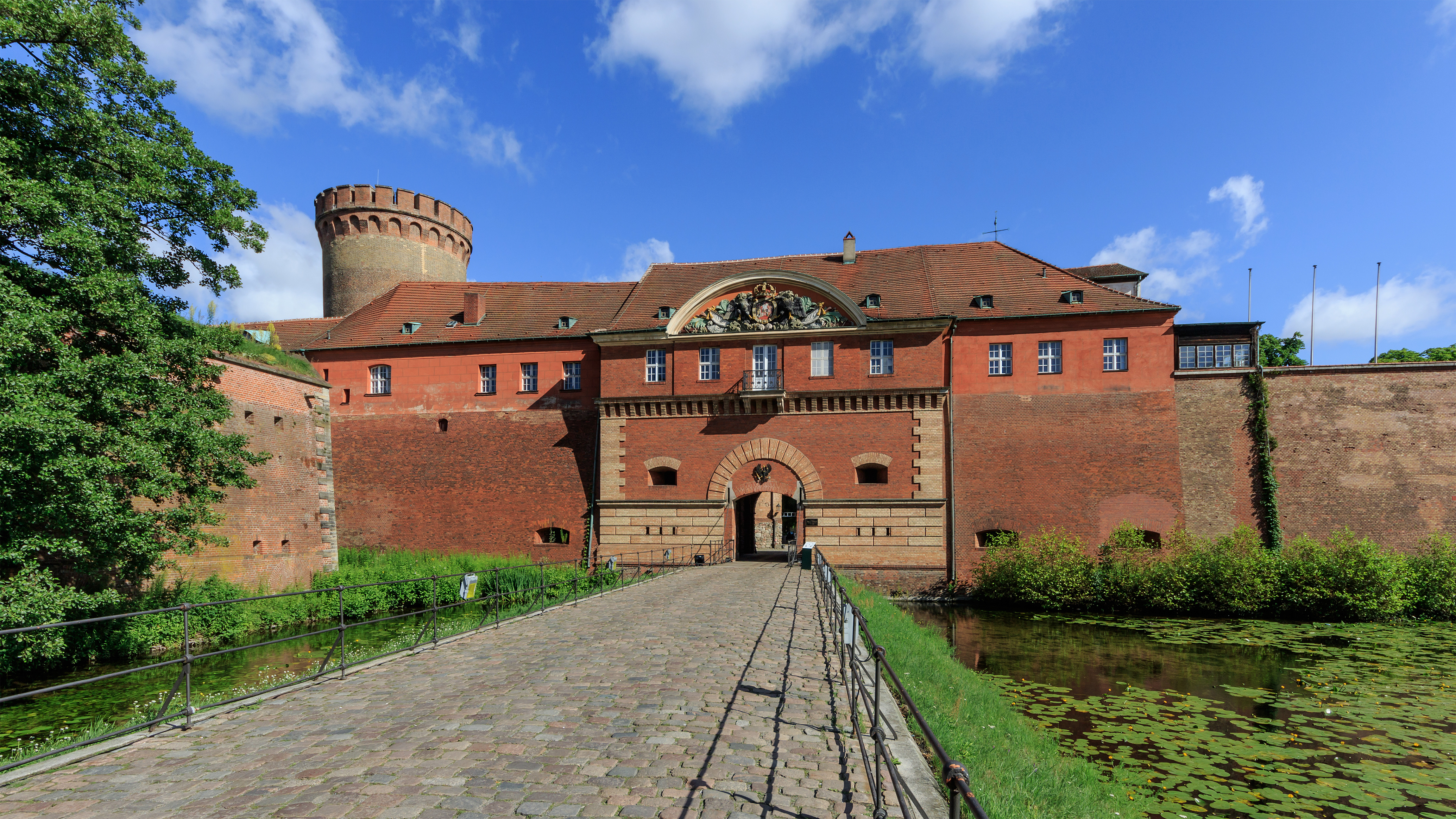
Zitadelle Spandau

- Hufeisensiedlung
- Gropiusstadt
- Britzer Garten
- Siedlung Ceciliengärten

### Pankow
- Jüdischer Friedhof Berlin-Weißensee
- Schloss Schönhausen
- Rathaus Pankow
- Brotfabrik
- Zeiss-Großplanetarium

### Reinickendorf

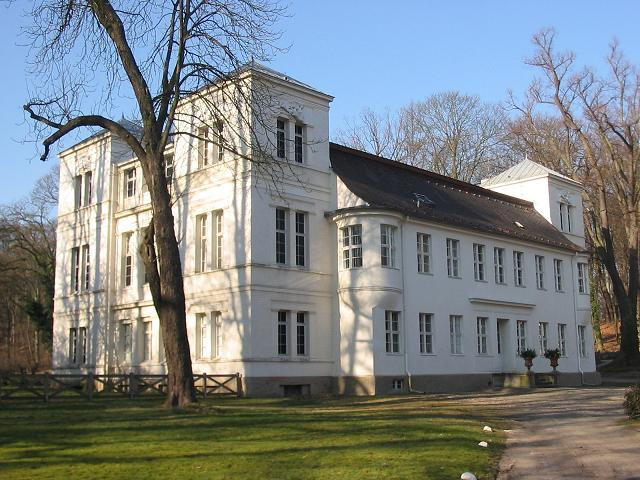
Schloss Tegel

- Humboldt-Schlösschen

### Spandau
- Zitadelle Spandau, seit 2009 mit Denkmälern der Siegesallee
- Spandauer Altstadt mit Kirche und Rathaus

### Steglitz-Zehlendorf
- Botanischer Garten
- Wannsee

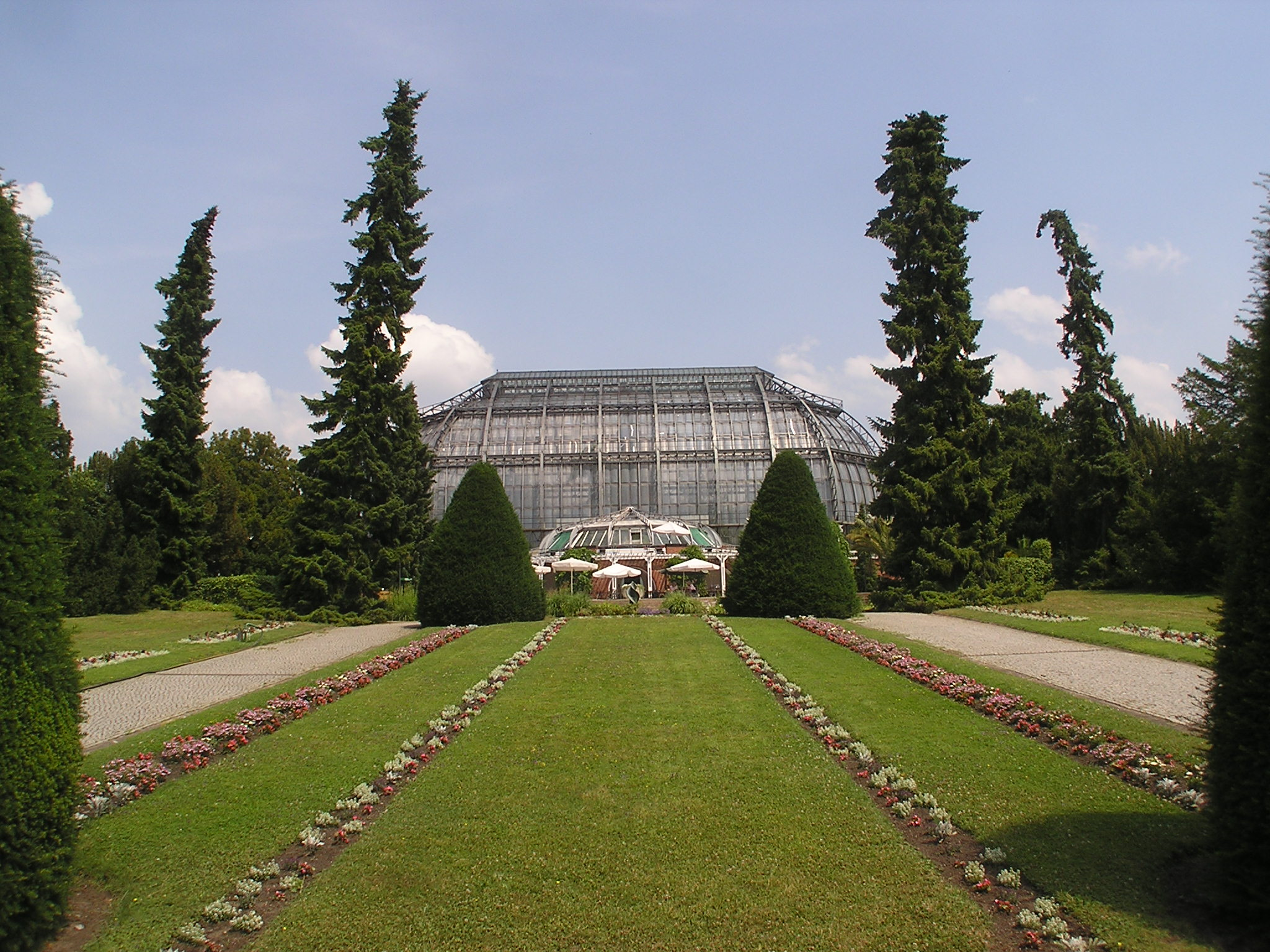
Großes Tropenhaus im Botanischen Garten

- Lilienthal-Denkmal in Lichterfelde
- Villenkolonie Lichterfelde-West
- Jagdschloss Grunewald
- Grunewaldturm an der Havelchaussee
- Denkmal am Schildhorn für Jaxa von Köpenick
- Flensburger Löwe
- Jagdschloss Glienicke
- Schloss Glienicke mit Park und Glienicker Brücke
- Pfaueninsel
- Museumsdorf Düppel
- Philologische Bibliothek der Freien Universität Berlin
- Liebermann-Villa
- Bierpinsel
- Haus der Wannseekonferenz

### Tempelhof-Schöneberg
- Flughafen Tempelhof mit Luftbrückendenkmal
- Insulaner mit dem Planetarium und der Wilhelm-Foerster-Sternwarte
- Natur-Park Schöneberger Südgelände

### Treptow-Köpenick
- Treptower Park mit Archenhold-Sternwarte und Sowjetischem Ehrenmal
- Altstadt Köpenick mit Rathaus
- Schloss Köpenick mit Kunstgewerbemuseum, Schlosskirche und Schlossinsel
- Volkspark Köpenick
- Wasserwerk Friedrichshagen am Großen Müggelsee
- Müggelberge mit Müggelturm und Teufelssee
- Wuhlheide

## Höchste Bauwerke
Stand: 2025
| Bauwerk                         | Bezirk                     | Standort       | Höhe in Meter | Bauende   |
| ------------------------------- | -------------------------- | -------------- | ------------- | --------- |
| Berliner Fernsehturm            | Mitte                      | Mitte          | 368           | 1969      |
| Sendemast Scholzplatz           | Charlottenburg-Wilmersdorf | Westend        | 230           | 1963      |
| Fernmeldeturm Schäferberg       | Steglitz-Zehlendorf        | Wannsee        | 212           | 1964      |
| Windkraftanlagen Pankow I-VI    | Pankow                     | Buch           | 179–229       | 2008–2021 |
| Estrel Tower                    | Neukölln                   | Neukölln       | 176           | 2025      |
| Kamin Heizkraftwerk Marzahn     | Marzahn-Hellersdorf        | Marzahn        | 169           | 1970      |
| Berliner Funkturm               | Charlottenburg-Wilmersdorf | Westend        | 147           | 1926      |
| Kamin Heizkraftwerk Klingenberg | Lichtenberg                | Rummelsburg    | 144           | ~1965     |
| Edge East Side Tower            | Friedrichshain-Kreuzberg   | Friedrichshain | 142           | 2023      |

## Weltkulturerbe

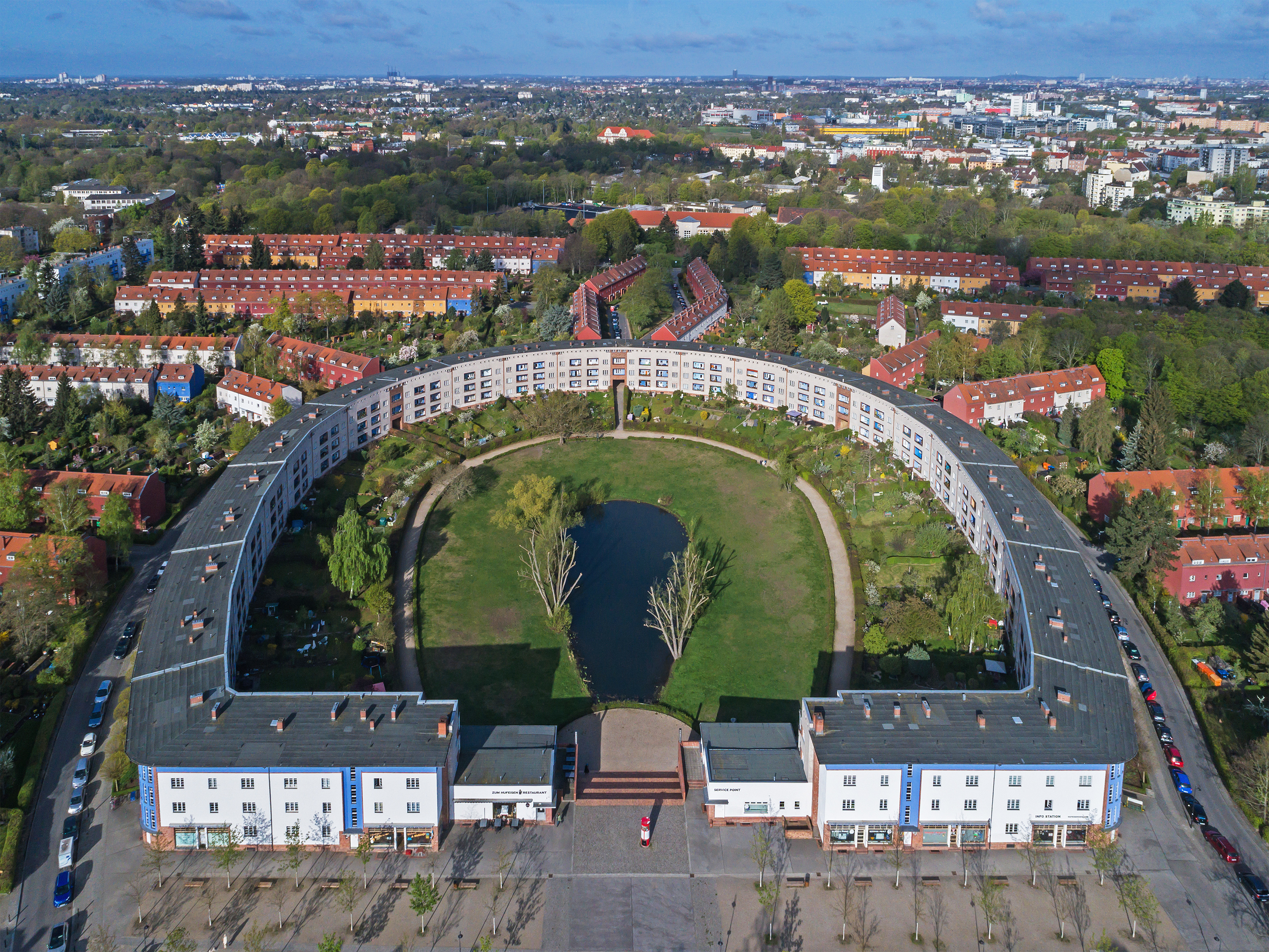
Hufeisensiedlung

Berlin gehört zu den Städten mit den zahlreichsten UNESCO-Weltkulturerbestätten weltweit (Stand: 2025).
„Schlösser und Parks von Potsdam und Berlin“ (1990)
Der Berliner Bereich umfasst: Schloss und Park Glienicke, Jagdschloss und Jagdschlosspark Glienicke, Böttcherberg mit Loggia Alexandra, Nikolskoe (St. Peter und Paul, Blockhaus, Forsthaus, Schulhaus und Forsthaus Moorlake) und die Pfaueninsel.
„Museumsinsel Berlin“ (1999)
Hierzu zählen: Das Alte Museum, das Neue Museum, die Alte Nationalgalerie, der Kolonnadenhof, das Bode-Museum und das Pergamonmuseum.
„Siedlungen der Berliner Moderne“ (2008)
Folgende sechs Siedlungen gehören der Liste an: Die Gartenstadt Falkenberg, die Siedlung Schillerpark, die Großsiedlung Britz, die Wohnstadt Carl Legien, die Weiße Stadt und die Großsiedlung Siemensstadt.
Zum UNESCO-Weltkulturerbe gehören ferner – im Rahmen von „Das Bauhaus und seine Stätten in Weimar, Dessau und Bernau“ (1996) – die wenige Kilometer nordöstlich der Berliner Stadtgrenze befindlichen Bauhaus-Stätten in Bernau bei Berlin.
Zu den meistbesuchten UNESCO-Weltkulturerbestätten in Berlin und seiner Agglomeration gehören die Museumsinsel (2019: 3,1 Mio. Besucher) – im Besonderen das Pergamonmuseum und das Neue Museum sowie das Potsdamer Schloss Sanssouci.

## Kirchen
- Sakralbauten in Berlin

## Museen
- Museen in Berlin
- Liste der Museen in Berlin und Umgebung

## Kunst- und Gedenkorte
- Molecule Man
- East Side Gallery
- Alter Garnisonfriedhof
- Berliner Gedenktafeln der KPM
- Beethoven-Haydn-Mozart-Denkmal
- Bismarck-Nationaldenkmal

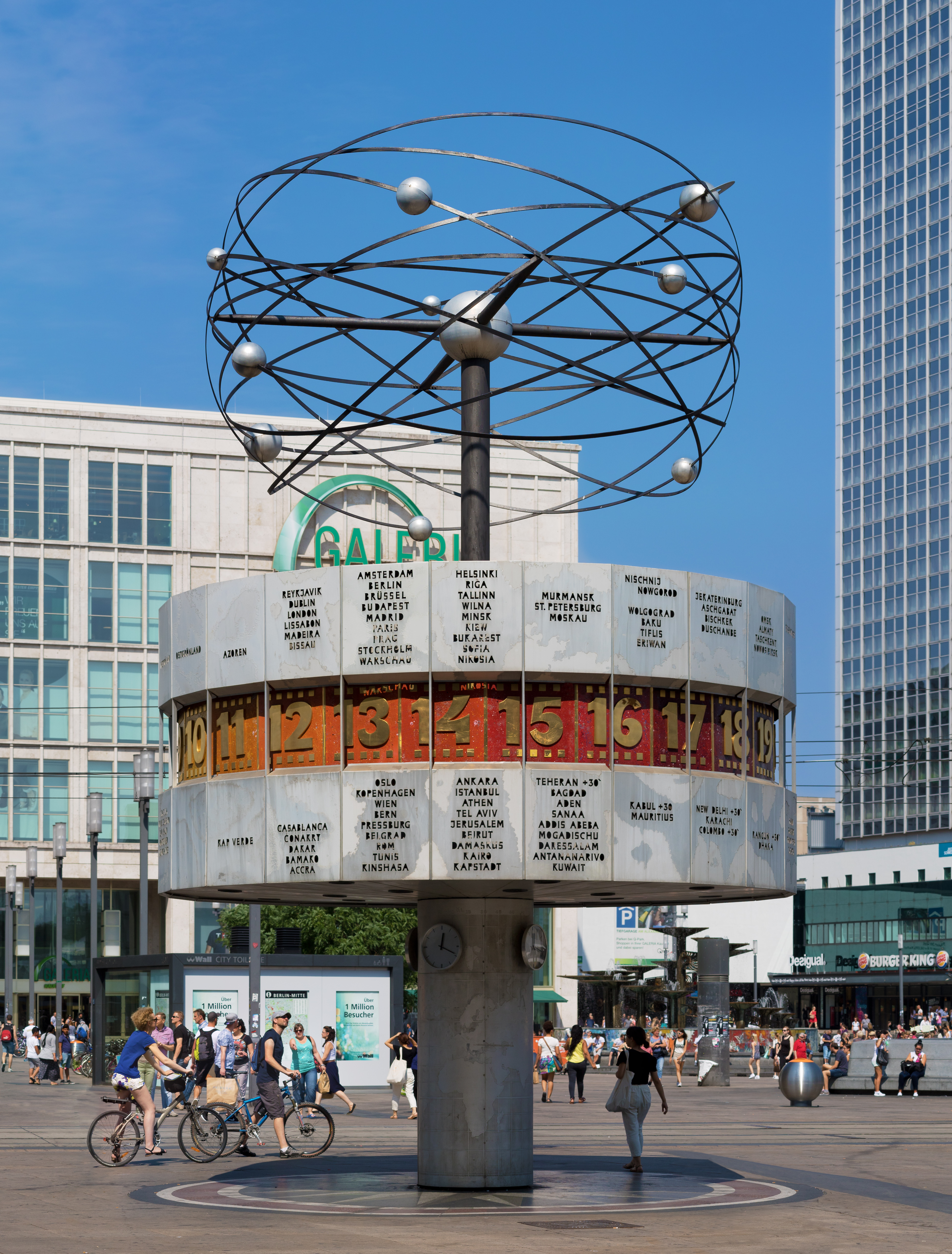
Weltzeituhr am Alexanderplatz

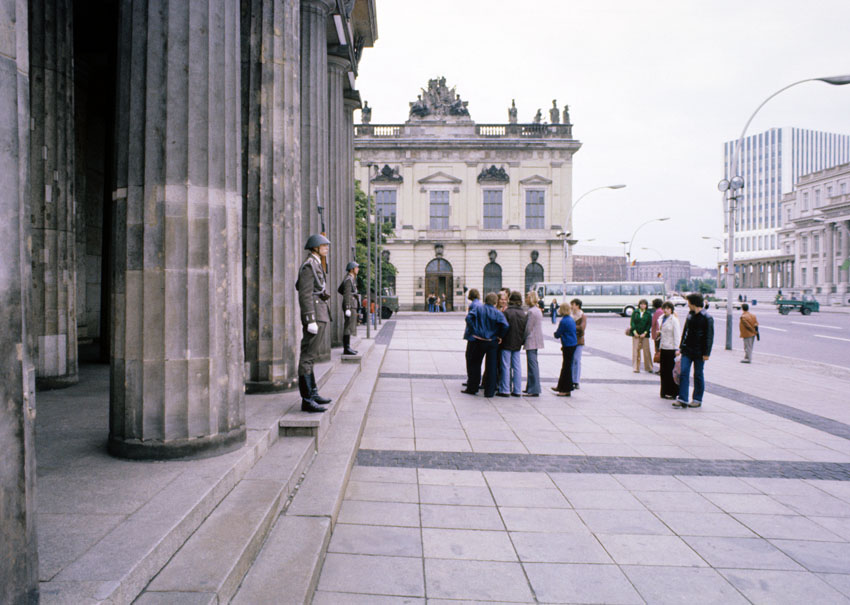
Neue Wache

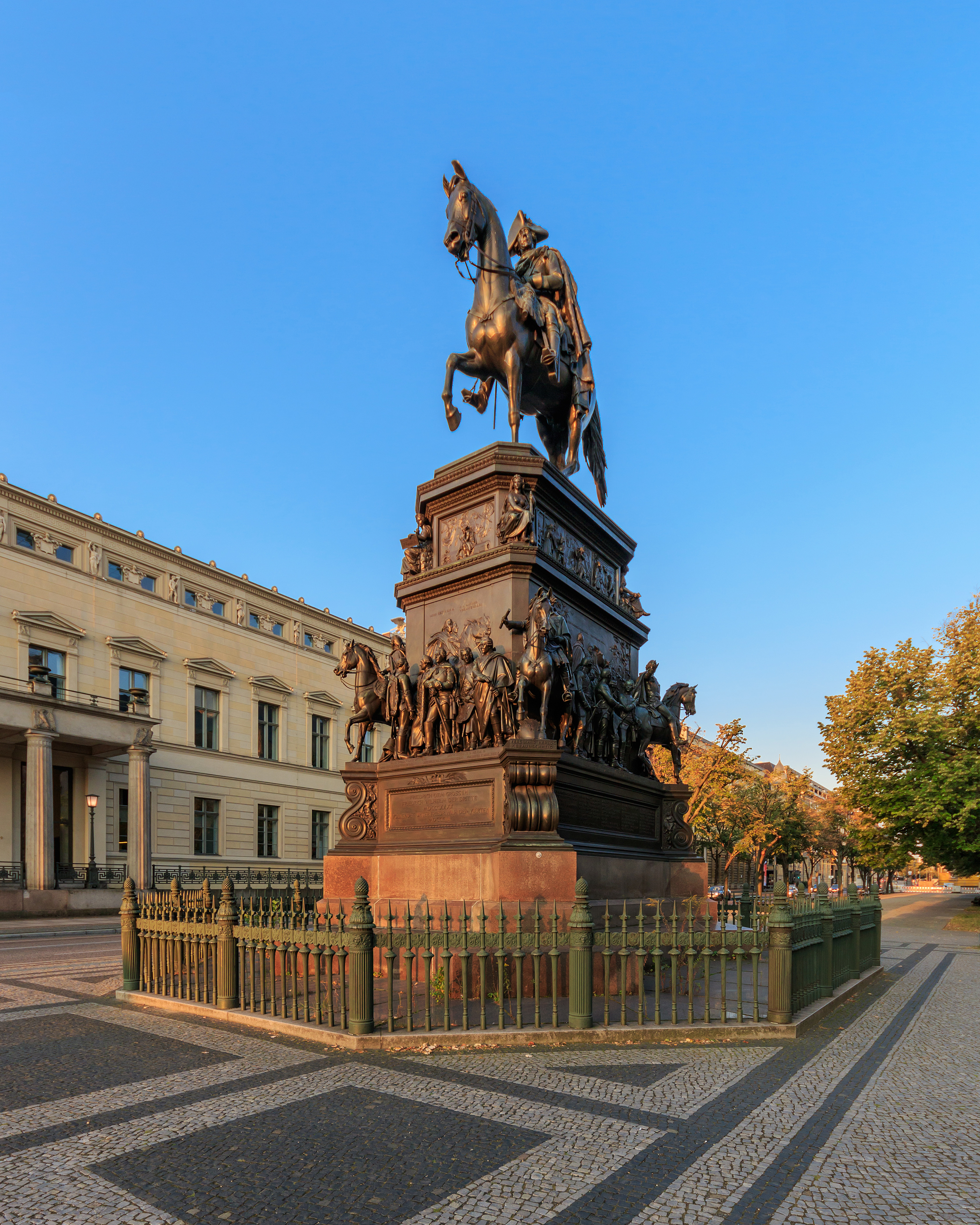
Reiterstandbild Friedrichs des Großen

- Ehrenmal für die Gefallenen der Flakartillerie
- Forschungs- und Gedenkstätte Normannenstraße
- Denkmal für die im Nationalsozialismus ermordeten Sinti und Roma Europas
- Gedenkstätte Berlin-Hohenschönhausen (ehemaliges Stasi-Gefängnis)
- Holocaust-Mahnmal (2005) Das mit 2711 Betonstelen bestückte Gedenkfeld umfasst unterirdische Ausstellungsräume.
- Denkzeichen zur Erinnerung an die Ermordeten der NS-Militärjustiz am Murellenberg in Ruhleben
- Gedenkstätte Berliner Mauer in der Bernauer Straße
- Gedenkstätte Berlin-Hohenschönhausen für die Opfer kommunistischer Gewaltherrschaft in Deutschland
- Gedenkstätte für die Opfer der Euthanasie in Berlin, Tiergartenstraße: zwei große gebogene Stahlplatte (siehe Aktion T4).
- Gedenkstätte Plötzensee, eine Hinrichtungsstätte, in der zwischen 1933 und 1945 fast 3000 Menschen ermordet wurden.
- Gedenkstätte 17. Juni 1953
- Graf-von-Moltke-Denkmal an der Siegessäule
- Kaiser-Wilhelm-Gedächtniskirche (Mahnmal und Neubau)
- Luftbrückendenkmal
- Neue Wache Unter den Linden – Opfer von Krieg (Napoleonskriege, Erster Weltkrieg und Zweiter Weltkrieg)
- Reiterstandbild Friedrichs des Großen
- Sowjetisches Ehrenmal im Tiergarten, Bezirk Mitte, Straße des 17. Juni
- Sowjetisches Ehrenmal im Treptower Park, Bezirk Treptow-Köpenick, Park der gefallenen Soldaten
- Sowjetisches Ehrenmal in der Schönholzer Heide, Bezirk Pankow
- Viktoriadenkmal auf dem Kreuzberg
- Villa Am Großen Wannsee 56–58, wo 1942 die Wannseekonferenz „zur Endlösung der Judenfrage“ stattfand
- Zentralfriedhof Friedrichsfelde

## Filme
- Video mit mehreren Sehenswürdigkeiten von Berlin.Bauen im geteilten Berlin – Wettstreit in Stein und Beton. Dokumentarfilm, Deutschland, 2015, 43:30 Min., Buch und Regie: Reinhard Schneider, Produktion: rbb, Erstsendung: 20. Oktober 2015 bei rbb, Inhaltsangabe von rbb, (Memento vom 29. Mai 2016 im Webarchiv archive.today).
- Krieg der Bauten. Der Wettkampf der Architekten im geteilten Berlin. Dokumentarfilm, Deutschland, 2014, 28:34 Min., Buch und Regie: Andreas Sawall, Produktion: ZDF, Erstsendung: 2. November 2014 bei ZDF, Inhaltsangabe mit online-Video von ZDF verfügbar bis 2. November 2019 von ZDF.
- Die 30 schönsten Berliner Bauwerke. Gespräche mit Video-Einspielungen, Deutschland, 2010, 43:38 Min., Buch und Regie: Stephan Düfel, Produktion: rbb, Reihe: 30 Favoriten, Erstsendung: 1. September 2010 bei rbb, Inhaltsangabe von ARD.